# Paratendipes tamayubal
Paratendipes tamayubal är en tvåvingeart som beskrevs av Sasa 1983. Paratendipes tamayubal ingår i släktet Paratendipes och familjen fjädermyggor. Inga underarter finns listade i Catalogue of Life.